# Mathieu Nicolas Brafault
Mathieu Nicolas Brafault, né le 4 février 1771 à Margut (Ardennes) et décédé le 10 septembre 1828 au château de la Tour d'Oyré, à Availles-en-Châtellerault (Vienne), est un administrateur et homme politique français. 

## Carrière
En novembre 1797, à la faveur du coup d'Etat de Fructidor, et fort du soutien de son compatriote viennois, Crouzé-Latouche, Brafault, jacobin, est nommé commissaire du Directoire auprès de la municipalité de Châtellerault. Le même mois, il obtient un siège à l'administration du département de la Vienne et à partir de juillet 1798, il en prend la présidence. De 1800 à 1812, date de sa révocation, il est conseiller de préfecture, toujours pour le département de la Vienne.
Retiré propriétaire au château de la Tour d'Oyré, à Availles-en-Châtellerault, il revient brièvement sur le devant de la scène politique lorsque, le 10 mai 1815, il est élu député de la Vienne, mandat qu'il conserve le temps des Cent-Jours.

## Sources
- « Mathieu Nicolas Brafault », dans Adolphe Robert et Gaston Cougny, Dictionnaire des parlementaires français, Edgar Bourloton, 1889-1891 [détail de l’édition]
- « Brafault (Nicolas-Mathieu) », dans Henri Beauchet-Filleau et Charles de Chergé, Dictionnaire historique et généalogique des familles du Poitou, tome 1, Poitiers, Impr. Oudin et Cie, 1891, p.723, lire en ligne.